# Stegning
Stegning af mad er en tilberedning ved tør varme, hvor varm luft dækker maden og tilbereder den jævnt på alle sider.

## Metoder
- Langtidsstegning - tilberedning ved temperaturer på 95 til 160 °C. Fx kan en stegeso anvendes til langtidsstegning
- Klassisk stegning - tilberedning ved højere temperaturer på mindst 150 °C

Højtemperaturstegning er ved temperaturer på mindst 150 °C fra åben ild, komfur, ovn eller anden varmekilde. Stegetid og -temperatur må afstemmes, så emnet ikke bliver tørt eller sejt. Stegning kan forbedre smagen gennem karamellisering og Maillard-bruning på overfladen af maden. Stegning bruger indirekte, diffus varme (som i en ovn) og er velegnet til langsommere tilberedning af kød i et større, helt stykke. Kød og de fleste rod- og løggrøntsager kan steges. Ethvert stykke kød, især rødt kød, der er blevet tilberedt på denne måde, kaldes en steg, fx roastbeef. Kød og grøntsager tilberedt på denne måde beskrives som stegt, f.eks. wienerschnitzel, stegt flæsk, stegt kylling eller stegt squash.